# Lewis megye (Tennessee)
Lewis megye az Amerikai Egyesült Államokban, azon belül Tennessee államban található. Megyeszékhelye és legnagyobb városa Hohenwald. Lakosainak száma 12 582 fő (2020. április 1.). Lewis megye Hickman, Maury, Lawrence, Wayne és Perry megyékkel határos.

## Népesség
A megye népességének változása:
| Lakosok száma | 12 153 | 12 148 | 11 905 | 11 961 | 11 854 | 12 582 |
|               | 2010   | 2011   | 2012   | 2013   | 2015   | 2020   |